# 蓝建枢

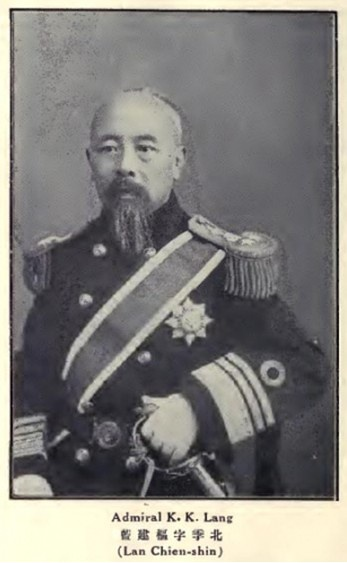

蓝建枢（1856年—？），字季北，福建闽县（今福州市）人，清朝和中华民国初年海军中將。

## 生平
蓝建枢1855年生于清朝福建省福州府闽县（今福州市区）。1874年毕业于福建船政学堂第三届驾驶班，毕业后在舰上实习，并被派往美国留学，回到中国后进入北洋水师，历任“肇永”舰、“镇南”炮舰、“威云”、“通济”练习舰、“海镇”巡洋舰管带。1881年随丁汝昌赴英接收“超勇”、“扬威”舰，是为中国军舰首次悬挂国旗的洲际航行。此后任“镇西”舰管带，赏蓝翎五品顶戴，补用千总。1889年因拣员补署官缺而升署后军右营都司，1892年实授此职，并调任“鎮南”舰管带。
中日甲午战争中，蓝建枢在1894年8月17日率“鎮南”号随舰队护送清朝兵船至鸭绿江口大东沟，并进入江口协助清朝陆军登陆，1895年初又参加了威海卫防御战，后“鎮南”舰被俘，蓝建枢随北洋海军残兵退往烟台，并被直隶总督王文韶“船亡人存”、“实属咎无可辞”的罪名，请暂行革职、听候查办。1903年，时任直隶总督兼北洋大臣的袁世凯以“自革职留营以后，颇知愧奋”、“才足任用”的理由保奏蓝建枢官复原职，并出任烟台水师学堂正教习，第二年10月任“通济”练舰管带，1911年调任海军部参赞厅二等参谋官。
1912年中华民国成立后，蓝建枢任北京政府海军参谋部高级副官，当年4月又任海军总司令部左司令（后改称第一舰队司令）、授海军少将军衔。1913年蓝建枢率第一舰队在上海对二次革命进行镇压，不久调任海军部参谋，1914年4月任海军部参谋处处长，1917年调海军编史监修，1918年3月，升任海军总司令，授海军中将军衔。1920年因与海军总长林葆怿联名致电北京政府和廣州軍政府宣布海军统一而遭反对。1921年7月，經北洋政府授予将军府澄威将军称号，同年8月12日辞职返回故乡福州，在三坊七巷中吉庇巷的府邸度过晚年。

## 蓝建枢故居
蓝建枢曾在1920年倡议集资修缮马尾昭忠祠。他是爱好闽剧的票友，在福州赋闲期间也担任过东岳泰山庙的总理。其故居在三坊七巷的吉庇巷与南后街的交界处，面积1092平方米，为传统的福州式建筑，始建于清代，民国时改建为中西合璧的建筑形式，现在已对外开放参观，并有闽都民俗文化展览陈列。